# Pioneer 3
Pioneer 3 war eine Raumsonde der US-amerikanischen Weltraumorganisation NASA im Rahmen des Pioneer-Programms. Sie sollte Aufnahmen vom Mond machen, erreichte aber nicht die erforderliche Geschwindigkeit und verglühte beim Wiedereintritt in die Erdatmosphäre.

## Aufbau
Pioneer 3 bestand aus einer kegelförmigen Fiberglasstruktur von 58 cm Höhe und 25 cm Durchmesser, deren Spitze als Antenne ausgebildet war. Die Außenseite war goldbeschichtet, um sie elektrisch leitfähig zu machen, und zur Thermalkontrolle mit weißen Streifen versehen. Die Sonde wurde aus Quecksilberbatterien versorgt und trug einen Sender mit einer Leistung von 0,18 W auf 960,05 MHz. Zur Reduktion der Spinrate von 400/min auf 6/min waren zwei abwerfbare Massen von je 7 g („Jojo-Massen“) auf der Außenseite angebracht.

## Mission
Pioneer 3 war mit 5,8 kg wesentlich kleiner und leichter als ihre drei Vorgängersonden Pioneer 0, Pioneer 1 sowie Pioneer 2, und gilt bis heute als leichteste Raumsonde überhaupt. Sie wurde am 6. Dezember 1958 um 05:45 UTC mittels einer relativ leistungsschwachen Juno-II-Trägerrakete gestartet. Die Sonde sollte den Mond passieren und dann in eine heliozentrische Umlaufbahn gehen. Sie erreichte nur eine Gipfelhöhe von 102.360 km, bevor sie wieder zurück zur Erde stürzte, weil der Brennschluss 3,7 Sekunden zu früh erfolgte. Auch wurde der korrekte Einschusswinkel verfehlt. Als Alternativprogramm wurde der  Van-Allen-Strahlungsgürtel mittels zwei Geiger-Müller-Zählrohren vermessen und die Auslösung der Mondkamera getestet. Nach gut 38 Stunden Flugzeit verglühte die Sonde in der Erdatmosphäre.